# Galitchnik
Galitchnik (macédonien : Галичник) est un village montagnard de l'ouest de la Macédoine du Nord. Il appartient à la municipalité de Mavrovo et Rostoucha. Avec Lazaropolé, c'est l'un des principaux villages des Miyaks, petite communauté macédonienne reconnue pour son artisanat, notamment religieux. Galitchnik est célèbre en Macédoine pour son architecture traditionnelle remarquablement préservée et son fromage kachkaval. Victime de l'exode rural au XXe siècle, il ne comptait plus que trois habitants à l'année en 2002.

## Géographie
Galitchnik se trouve sur les pentes de la Bistra, à 10 kilomètres du lac artificiel de Mavrovo et de la station de ski Zare Lazareski. Il est inclus dans le parc national de Mavrovo.

## Histoire
Galitchnik se trouve dans la région des Miyaks (macédonien : Мијаци), un groupe ethnographique macédonien. La zone a également été occupée par des nomades Valaques qui étaient traditionnellement éleveurs et bergers.
Autrefois, le village vivait du commerce du bétail, notamment des moutons. Les habitants produisaient du fromage, de la viande et de la laine. Les Miyaks possédaient également la tradition de Petchalba, qui voulait que les hommes quittent le village pendant une saison, pour aller travailler dans les villes comme maçons, charpentiers et peintres. Parmi les Miyaks se trouvent quelques-uns des meilleurs peintres d'icônes macédoniens, et aussi quelques pionniers de la littérature macédonienne, comme Partenija Zografski.

## Démographie
Lors du recensement de 2002, le village comptait :
- Macédoniens : 3

## Événements
L'événement le plus important du village est le 'festival du mariage. Il se tient en juillet, le jour de la Petrovden (la Saint-Pierre) et il est l'occasion de danses traditionnelles, comme le techkoto, et de défilés en costumes de mariage traditionnels.

## Personnalités
- Aleksandar Sarievski (1922–2002)
- Georgi Pulevski (1838–1895)
- Partenija Zografski (1818–1876)
- Dimitrije Bužarovski (né en 1952)

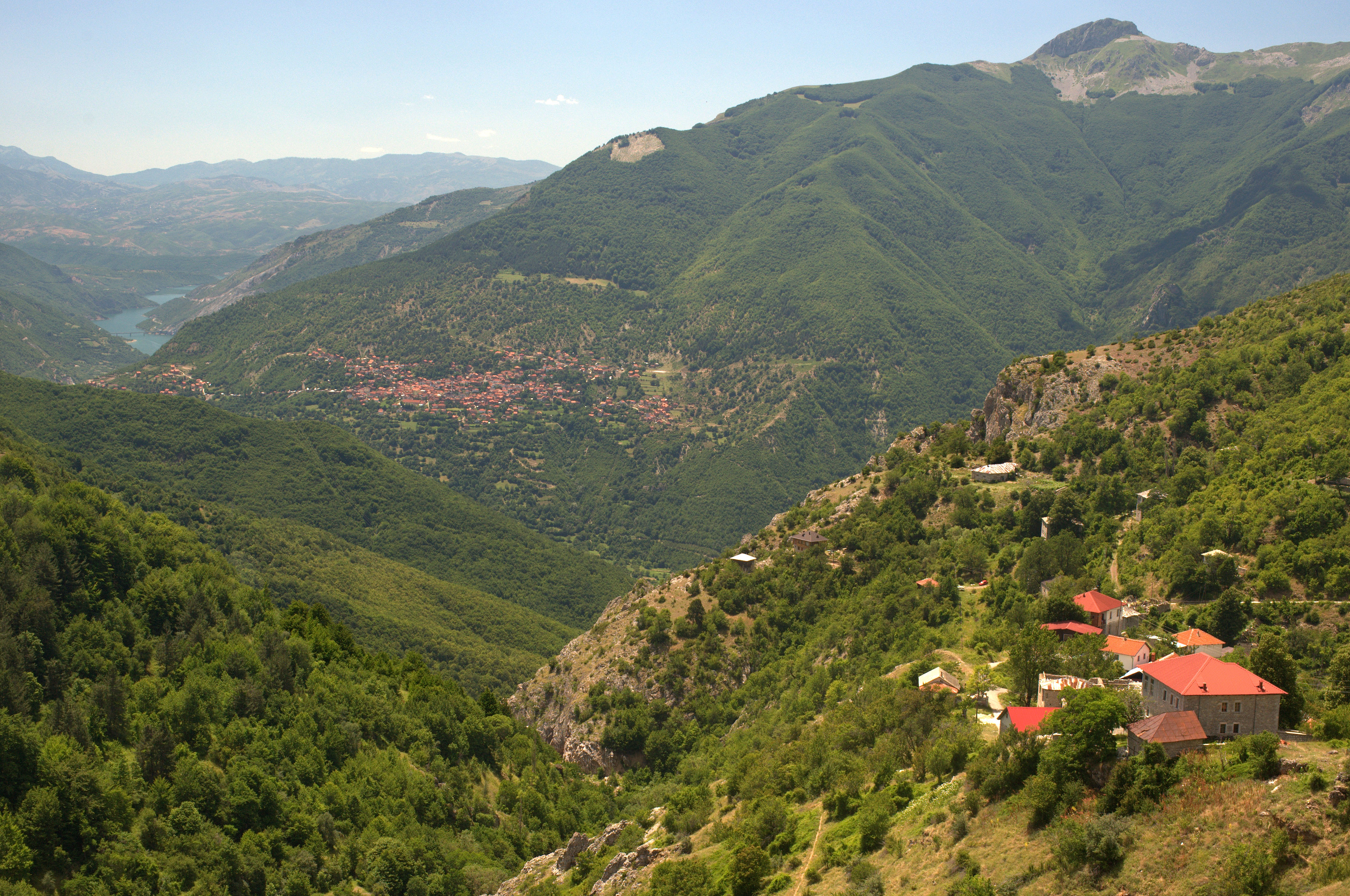
Galitchnik dans son environnement.
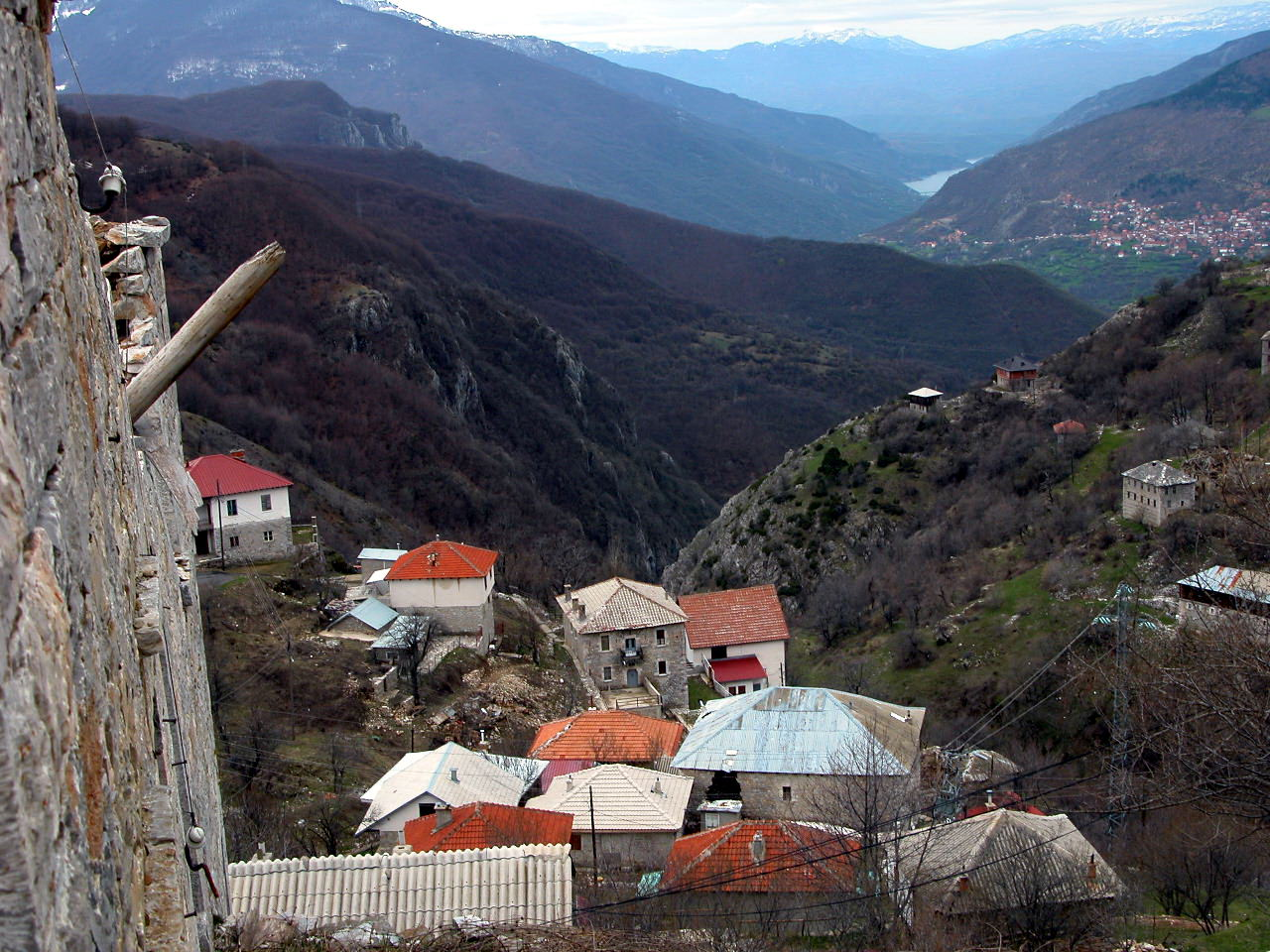
Le village.
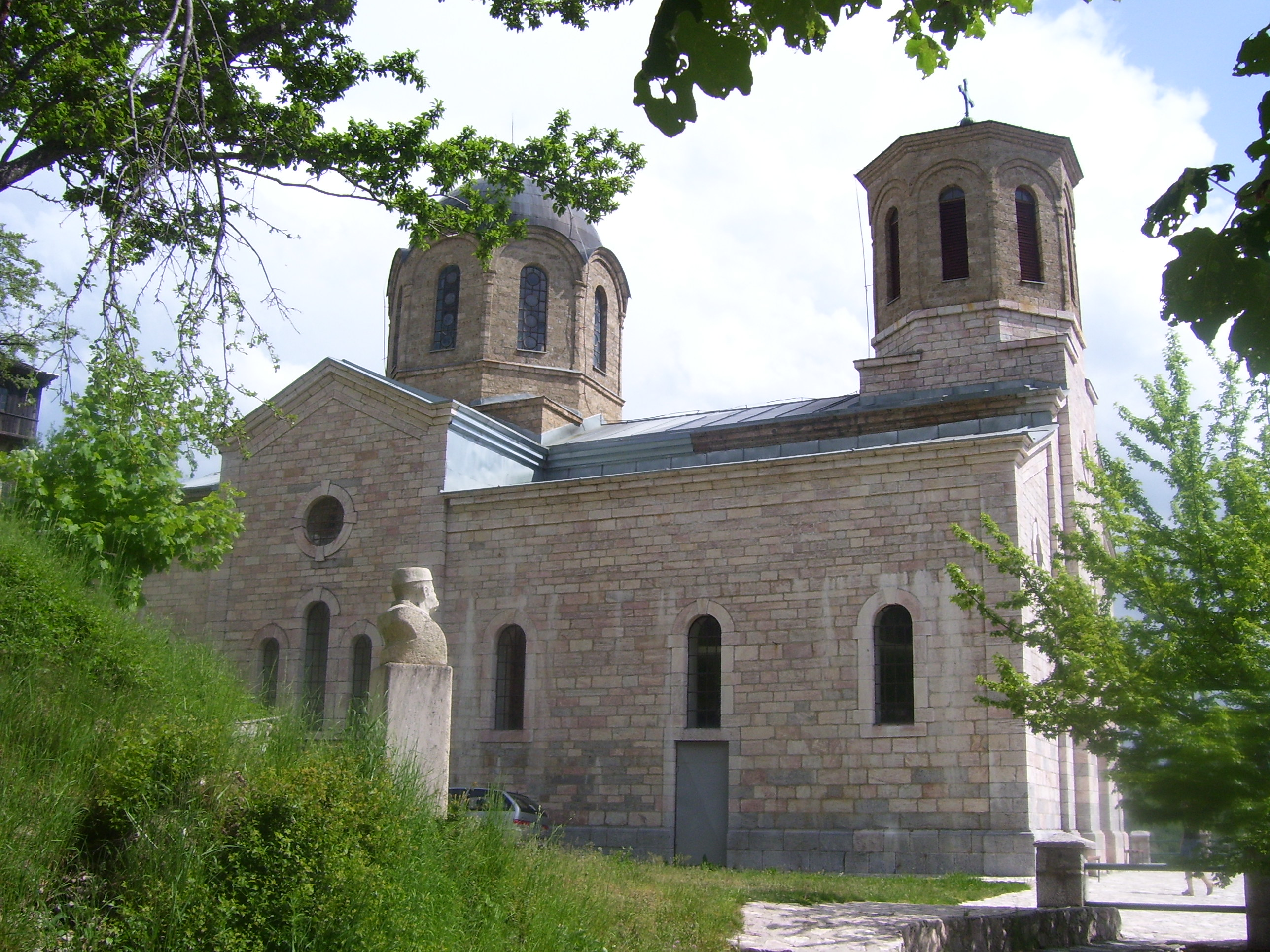
L'église Saint-Pierre-Saint-Paul.
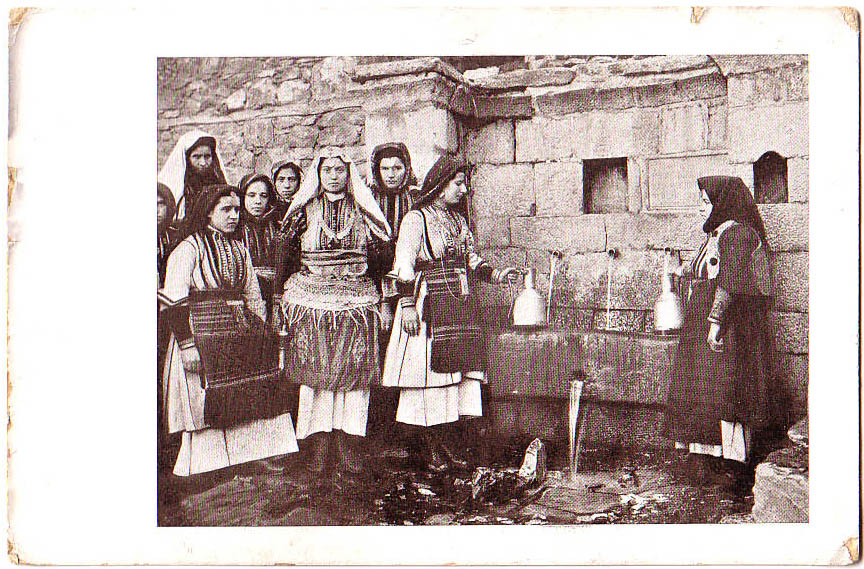
Costumes de Galitchnik sur une carte postale ancienne.
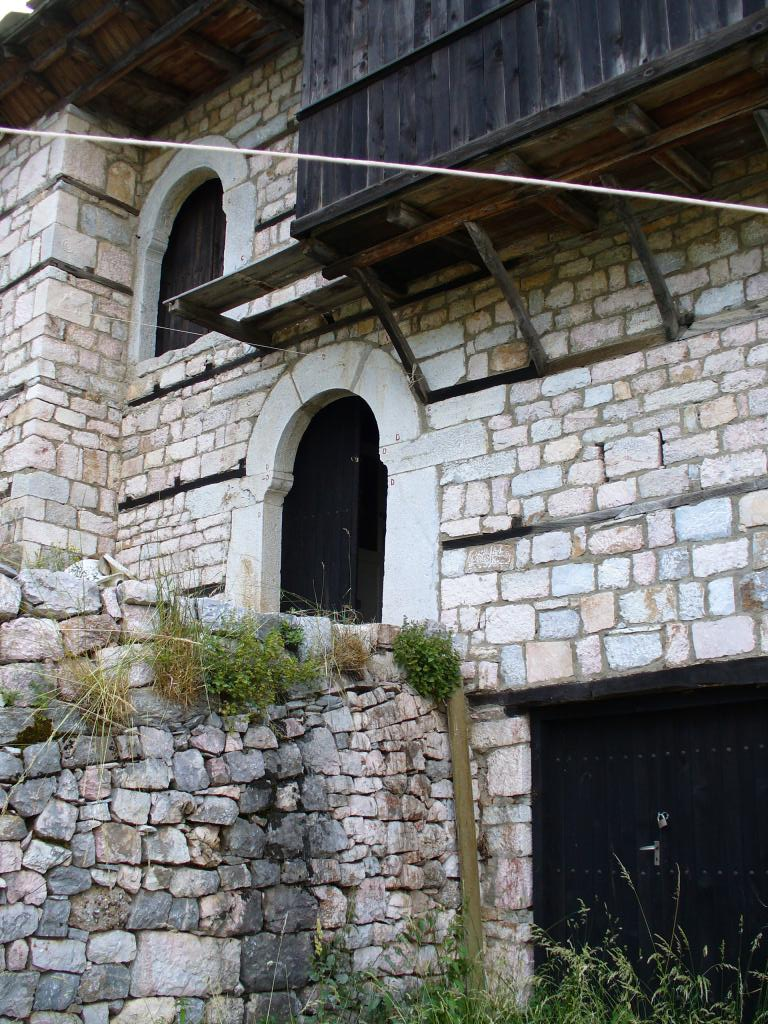
Architecture typique.
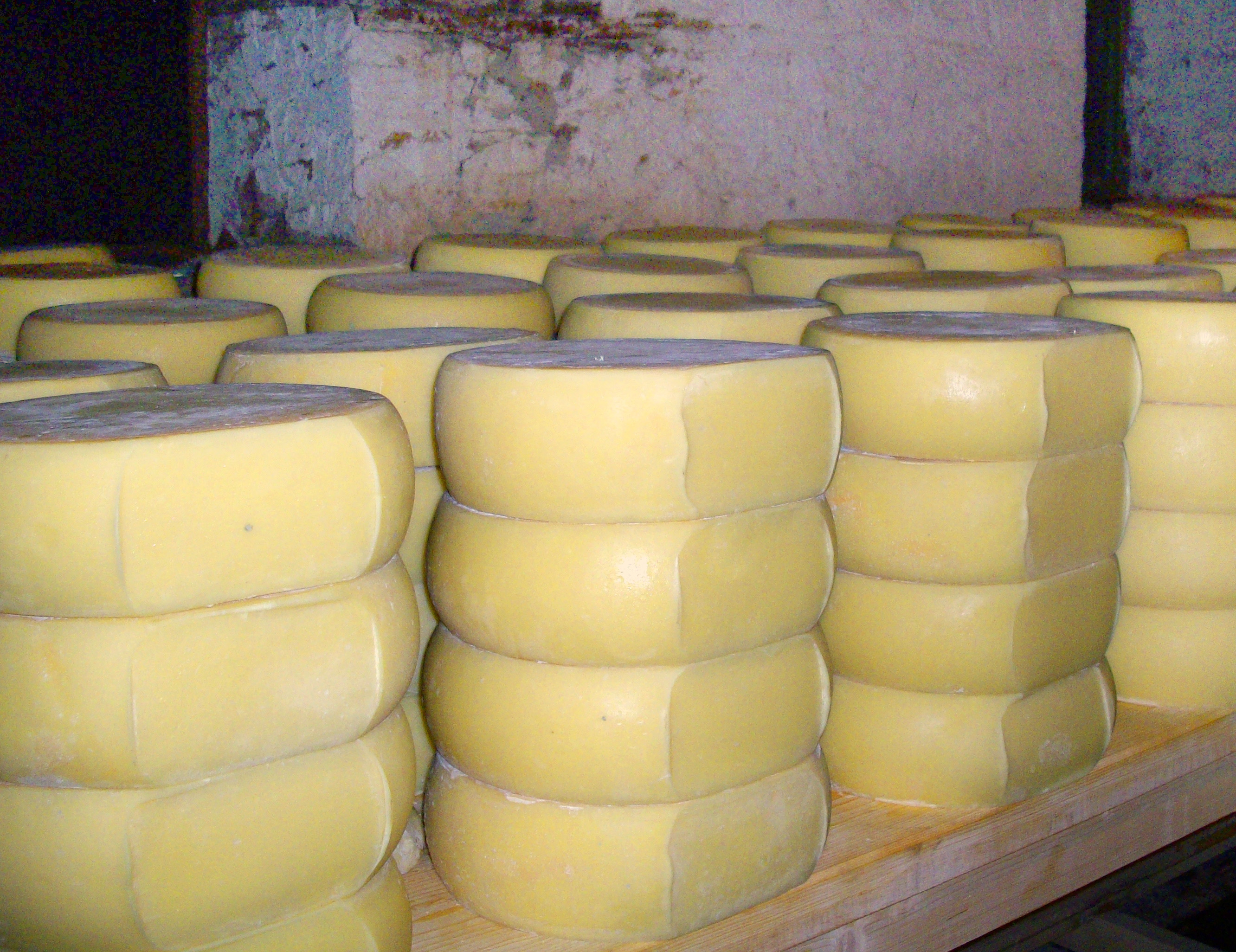
Fromage kachkaval du village.